# Pacuarito
Pacuarito es un distrito del cantón de Siquirres, en la provincia de Limón, de Costa Rica.

## Historia
Pacuarito fue creado el 19 de septiembre de 1911 por medio de Ley 11.

## Geografía
Pacuarito cuenta con un área de 220,02 km² y una altitud media de 30 m s. n. m.

## Demografía
Para el año 2022, Pacuarito cuenta con una población estimada de 10 061 habitantes, y para el último censo efectuado, en 2011, Pacuarito contaba con una población de 8756 habitantes.

## Localidades
- Poblados: Alto Mirador, Altos de Pacuarito, Buenos Aires, Cimarrones, Culpeper, Cultivez, Freehold, Freeman (San Rafael), Galicia, Isla Nueva, Leona, Madre de Dios, Manila, Monteverde, Pacuare, Perla, Perlita, Río Hondo, San Luis, San Carlos, San Isidro, San Pablo, Santa Rosa, Ten Switch, Trinidad, Unión Campesina, Waldeck.

## Transporte

### Carreteras
Al distrito lo atraviesan las siguientes rutas nacionales de carretera:
- Ruta nacional 32
- Ruta nacional 804